# دهبار (طرقبه شاندیز)
دهبار، روستایی از توابع بخش طرقبه شهرستان طرقبه شاندیز در استان خراسان رضوی ایران است.
این روستا در دهستان جاغرق قرار دارد و براساس سرشماری مرکز آمار ایران در سال ۱۳۸۵، جمعیت آن ۴۵۴ نفر (۱۲۴ خانوار) بوده‌است. ولی در سال ۱۳۹۰ جمعیت این روستا به ۳۸۲ نفر کاهش یافته‌است.